# 瓦岗寨乡
瓦岗寨乡，是中华人民共和国河南省安陽市滑县下辖的一个乡镇级行政单位。

## 行政区划
瓦岗寨乡下辖以下地区：
瓦岗寨村、东屯村、西小屯村、东大操村、西大操村、周道村、赤水村、彭庄村、马庄村、赵庄村、前百尺口村、后百尺口村、张虎庄村、小范庄村、大范庄村、邓庄村、魏庄村、新乡屯村、原东村、原西村、耿庄村、西孟庄第一村、西孟庄第二村、西孟庄第三村、西孟庄第四村、东孟庄村、前刘庄村、伦庄村和冯寨村。